# تاريخ الأنثروبومترية
يشتمل تاريخ القياسات البشرية على استخدامه كأداة مساعدة في علم الإنسان، واستخدامه من أجل تحديد الهوية، ولأغراض فهم التباين البدني البشري في علم الإنسان القديم وفي محاولات مختلفة من أجل ربط السمات الجسدية بالسمات العرقية والنفسية. في نقاط مختلفة من التاريخ، استُشهد ببعض القياسات البشرية من قبل دعاة التمييز وعلم تحسين النسل في كثير من الأحيان باعتبارها جزءًا من علوم جديدة أو زائفة.

## قياس القحف وعلم أصول البشر
في عام 1716، نشر لويس جان ماري داوبنتون -الذي كتب العديد من المقالات حول التشريح المقارن للأكاديمية الفرنسية- مذكراته حول المواضع المختلفة للثقب القذالي في الإنسان والحيوان. بعد ست سنوات، نشر بيتر كامبر (1722-1789) -المتميز بصفته فنان وعالم تشريح- بعض المحاضرات التي أرست الأساس للكثير من العمل. اخترع كامبر «زاوية الوجه»، وهو إجراء يهدف إلى تحديد الذكاء بين الأنواع المختلفة. وفقًا لهذه التقنية، جرى تشكيل «زاوية الوجه» من خلال رسم خطين: أحدهما أفقي من فتحة الأنف إلى الأذن. والآخر بشكل عمودي من الجزء المتقدم من عظم الفك العلوي إلى الجزء الأكثر بروزًا من الجبهة. أُجريت قياسات كامبر لزاوية الوجه لأول مرة من أجل مقارنة جماجم الرجال مع بعض الحيوانات الأخرى. ادعى كامبر أن التماثيل العتيقة امتلكت زاوية 90 درجة، وامتلك الأوروبيون 80 درجة، وسكان إفريقيا الوسطى 70 درجة، وإنسان الغاب 58 درجة.
استخدم أستاذ علم التشريح السويدي أندرس ريتزيوس (1796-1860) المؤشر الرأسي لأول مرة في الأنثروبولوجيا الفيزيائية من أجل تصنيف البقايا البشرية القديمة الموجودة في أوروبا. صنف الجماجم في ثلاث فئات رئيسية؛ الرأس القصير (Brachycephalic) الذي يشير إلى رأس صغير مستدير، والرأس الطويل (dolichocephalic) الذي يشير إلى رأس طويل، ويشير الرأس المتوسط (Mesocephalic) إلى الرأس متوسط الحجم، عادة بين أحجام الرأس الصغير والرأس الطويل. استمر البحث العلمي عن طريق كل من إيتيان جوفري سانت هيلار (1772–1844) وبول بروكا (1824–1880) مؤسس الجمعية الأنثروبولوجية في فرنسا عام 1859. ما يزال علماء الإنسان القديم يعتمدون على القياس البشري القحفي من أجل تحديد الأنواع في دراسة عظام الإنسان المتحجرة. على سبيل المثال: تتطابق عينات الإنسان المنتصب والعينات من الإنسان العاقل تقريبًا من الرقبة إلى الأسفل ولكن يمكن بسهولة تمييز جماجمها عن بعضها البعض.